# Trianoptiles stipitata
Trianoptiles stipitata là loài thực vật có hoa trong họ Cói. Loài này được Levyns miêu tả khoa học đầu tiên năm 1943.